# Leucandra meandrina
Leucandra meandrina är en svampdjursart som beskrevs av Lendenfeld 1885. Leucandra meandrina ingår i släktet Leucandra och familjen Grantiidae.
Artens utbredningsområde är havet kring Australien. Inga underarter finns listade i Catalogue of Life.